# Ted Shackelford
Ted Shackelford, nome completo Theodore Tillman Shackelford III (Oklahoma City, 23 giugno 1946), è un attore statunitense.

## Carriera
Shackelford è conosciuto per aver interpretato Gary Ewing nella serie tv California, dal 1979 al 1993. Appare sempre come Gary Ewing in numerosi episodi di Dallas; questo ruolo inizialmente è stato interpretato dall'attore David Ackroyd, impossibilitato ad apparire in successivi episodi. Precedentemente alla sua presenza in Knots Landing, Shackelford interpretò Ray Gordon in Destini.
Shackelford ha partecipato anche alla serie tv Wonder Woman, recentemente a The Division e nella serie tv di fantascienza britannica Space Precinct.
Il 2 febbraio 2006, entrò nel cast di Febbre d'amore nel ruolo di Will Bardwell.

## Filmografia parziale

### Cinema
- Jane White Is Sick & Twisted, regia di David Michael Latt (2002)

### Televisione
- Destini (Another World) – soap opera, 3 puntate (1975-1977)
- Dallas – serie TV, 9 episodi (1979-1991)
- California (Knots Landing) – serie TV, 344 episodi (1979-1993)
- Alfred Hitchcock presenta (Alfred Hitchcock Presents) – serie TV, episodio 2x04 (1987)
- Ai confini della realtà (The Twilight Zone) – serie TV, episodio 3x03 (1988)
- Savannah – serie TV, 7 episodi (1996)
- Knots Landing: Back To The Cul-de-Sac – miniserie TV, 2 episodi (1997)
- Intrappolati al centro della Terra (Cave In), regia di Rex Piano – film TV (2003)
- Febbre d'amore (The Young and the Restless) – soap opera, 385 puntate (2006-2015)

## Doppiatori italiani
Nelle versioni in italiano delle opere in cui ha recitato, Ted Shackelford è stato doppiato da:
- Norman Mozzato in Dallas (una delle voci)
- Luciano Roffi in California (st. 1-3)
- Pino Colizzi in California (st. 4-9)
- Sergio Di Stefano in Alfred Hitchcock presenta
- Gino La Monica in Savannah